# Купор
Купор (англ. Cooper, нидерл. kuiper — бочар, бондарь) — корабельный специалист эпохи парусного мореплавания, а также мастеровая должность на судостроительных производствах, в круг обязанностей которой входило изготовление и поддержание в порядке обручной утвари: вёдер, бочек, кадок и т. п..
Само слово «купор» вместе со своими производными относится к заимствованиям времён императора Петра I. В соответствии с Морским уставом Петра I звание флотского купора подразделялось на два ранга: купор, который относился к унтер-офицерам, и ундер-купор. Эти специалисты отвечали за исправность бочек для пищевых продуктов, воды и пороха, осуществляли ремонт этой тары, её приём и сдачу в портовые магазины, а также — контроль исправности во время складских процедур.